# Herrenmoden
Herrenmoden (auch Anzugkauf) ist ein Sketch des deutschen Humoristen Loriot. Er zeigt ein Ehepaar beim Kauf eines Anzugs für den Mann. Der Sketch wurde das erste Mal im Jahr 1976 in der zweiten Folge der Sendereihe Loriot ausgestrahlt. Sein Text erschien 1981 in gedruckter Form. Aufgrund der behandelten Themen und der Struktur des Sketches wird er als richtungsweisend für Loriots Fernsehwerk bewertet. 

## Handlung
Ein Ehepaar betritt ein Geschäft für Herrenbekleidung. Die Frau spricht einen Kunden an, den sie fälschlicherweise für einen Verkäufer hält, und erklärt ihm, ihr Mann sei „etwas voll in den Hüften mit ziemlich kurzen Armen“. Der Kunde äußert sein Bedauern darüber und verlässt den Laden. Das Ehepaar wird nun von einem Verkäufer angesprochen. Die Frau erklärt ihm, dass sie einen Anzug für den Mann kaufen wollen, und wiederholt die Beschreibung seines Körpers. 
Der Verkäufer zeigt nun dem Ehepaar verschiedene Anzüge, die der Mann anprobiert. Währenddessen teilt die Ehefrau intime Details mit ihm, etwa über die aus ihrer Sicht desolate Unterwäsche ihres Mannes. Beim ersten Anzug, den der Mann anprobiert, ist das Jackett zu klein und die Hose zu kurz. Der Verkäufer erklärt jedoch, man trage die Hose jetzt kürzer. Außerdem falle sie noch im Gebrauch. 
Um den Anzug besser beurteilen zu können, fordert die Frau ihren Mann auf, seine Schlüssel und seine Brieftasche in die Taschen des Anzugs zu stecken. Das führt in der Folge dazu, dass der Mann beim Umkleiden beides in einem karierten Anzug vergisst. Als er einen Anzug anprobiert, der viel zu groß ist, erklärt der Verkäufer dem Ehepaar nun, man trage die Hosen jetzt etwas reichlicher. Sie würden sich auch noch durch das Eintragen der Sitzfalte im Knie heben. Erst jetzt merkt der Mann, dass er seine Brieftasche und die Schlüssel verloren hat. Er greift nun verschiedenen Kunden mit karierten Anzügen in die Taschen, unter anderem einem Kunden, der den Laden gerade erst mit seiner Frau betreten hat. 
Schließlich findet seine Ehefrau den richtigen Anzug in den Händen eines Verkäufers wieder und entscheidet sich, den zu großen Anzug zu kaufen. Auf die Frage, wie genau sich die Hose hebe, hockt sich der Verkäufer zur Demonstration hin. Daraufhin weist die Frau ihren Mann an, es genauso zu machen und hockend durch den Laden zu gehen. Der Verkäufer empfiehlt dem Ehepaar, dass der Mann in dieser Position auch den einstündigen Heimweg zu Fuß bestreiten solle. Das Ehepaar verlässt daraufhin den Laden, der Mann dabei immer noch in der Hocke.

## Produktion und Veröffentlichung
Der Sketch entstand 1976 für Loriots Teleskizzen, die zweite Folge der von Radio Bremen produzierten Sendereihe Loriot. Sie wurde am 18. Oktober 1976 im Deutschen Fernsehen ausgestrahlt. Die Hauptrollen des Ehepaars übernahmen Loriot und Ingeborg Heydorn, den Verkäufer spielte Edgar Hoppe. Das zweite Ehepaar spielten Evelyn Hamann und Claus Dieter Clausnitzer. Daneben traten mehrere Komparsen auf, deren Namen nicht im Abspann der Folge genannt werden.
In der 1997 entstandenen Neuschnittfassung von Loriot ist der Sketch Teil der siebenten Folge Fernsehwahn und Wirklichkeit, die am 3. Juni 1997 im Ersten ausgestrahlt wurde. Außerdem war der Sketch 1988 in der Sendung Loriots 65. Geburtstag zu sehen.
Gedruckt erschien der Sketch erstmals 1981 im Sammelband Loriots Dramatische Werke. Darin ist er dem Kapitel Szenen einer Ehe zugeordnet. Seitdem ist er in mehreren weiteren Sammelbänden von Loriot erschienen.

## Analyse und Einordnung
Bis zur Ausstrahlung von Herrenmoden konzentrierten sich die meisten Sketche von Loriot auf die Parodie des Fernsehens. Sie prägte seine erste Sendereihe Cartoon und war auch in der ersten Folge von Loriot noch sehr präsent. In Herrenmoden widmete sich Loriot nun erstmals in einem Sketch dem Eheleben und der Kommunikation zwischen Mann und Frau, einem Thema, das er vorher bereits mehrfach in seinem zeichnerischen Werk aufgegriffen hatte, etwa 1956 in der Quick-Serie Adam und Evchen. Es entwickelte sich nun zum wichtigsten Grundmotiv seines Fernsehschaffens. So stand es bereits in der nächsten Folge von Loriot mit Sketchen wie Das Frühstücksei, Feierabend und Die Nudel im Mittelpunkt.
Die Darstellung der Ehepartner in Herrenmoden folgt für Loriot typischen Mustern. Die Frau ist der dominierende Partner in der Beziehung. Obwohl das Ehepaar einen Anzug für den Mann kaufen will, übernimmt die Frau die Kommunikation mit dem Verkäufer, der Mann beschränkt sich auf einzelne Einwürfe und ordnet sich sonst seiner Frau unter. Diese Unterwürfigkeit gegenüber seiner Frau und auch gegenüber dem Verkäufer wird am Ende des Sketches noch einmal durch die gebückte Haltung des Mannes verdeutlicht, mit der er den Laden verlässt. Ein ähnliches Verhalten zeigt auch der andere Kunde, der seine Frau zu Hilfe ruft, als ihm der Mann auf der Suche nach seiner Brieftasche in die Anzugtaschen greift.
Die Frau behandelt ihren Mann häufiger wie ein Kleinkind, etwa wenn sie ihn auffordert, damit aufzuhören, seine Nase anzufassen. Zudem blamiert sie ihn mit den privaten Details, die sie dem Verkäufer mitteilt. Uwe Ehlert, der zu Kommunikationsstörungen in Loriots Sketchen promovierte, ordnet die Frau wegen dieses Verhaltens als compulsive talker ein, also als eine Person, die die Stille der Gesprächspausen nicht ertragen kann und deshalb das Gespräch zwanghaft fortsetzen muss. Der Germanist Stefan Neumann erkennt in dem Verhalten der Frau Hass und Verachtung gegenüber ihrem Mann, der ihn an Loriots Gedicht Advent erinnert, in dem eine Förstersfrau ihren Gatten umbringt, weil er sie beim Putzen störte.
Neben der Kommunikation der Ehepartner ist die Darstellung des Verkäufers und seiner Kommunikation mit den Kunden ein weiterer wichtiger Aspekt der Komik des Sketches. Dieses Thema wurde in Loriots Teleskizzen auch im Sketch Die weiße Maus gezeigt, in dem ein Tierhändler einem naiven Kunden eine tote Maus als Haustier verkauft. Es entwickelte sich ebenfalls zu einem wiederkehrenden Motiv in Loriots Sketchen, das etwa beim Bettenkauf und dem Vertreterbesuch aufgegriffen wurde.
In Herrenmoden dominiert der Verkäufer das Gespräch mit seinen Kunden. Dabei ist seine Kommunikation voll und ganz auf das Ziel des Verkaufens ausgerichtet. Statt einen passenden Anzug für den Kunden zu suchen, versucht er ihm den viel zu kurzen Anzug durch Schmeicheleien schmackhaft zu machen. Das Ehepaar zeigt sich dem Verkäufer weitgehend ergeben und akzeptiert seine Aussagen meist widerspruchslos. Als der Mann doch einmal zweifelnd nachfragt, ob man das jetzt wirklich in Paris so trage, antwortet der Verkäufer mit „Wer sich’s leisten kann“, appelliert damit also, wie Uwe Ehlert feststellt, an die monetäre Ehre des Ehepaars. Zu offenem Betrug wird das Verhalten des Verkäufers, als er kurz darauf seinen vorherigen Aussagen vollkommen widerspricht und einen zu langen Anzug empfiehlt. Dieselben einander widersprechenden Aussagen hatte Loriot bereits 1959 in einer Ausgabe der Quick-Kolumne Der ganz offene Brief benutzt, in der er von seinen Erlebnissen beim Hosenkauf berichtete. Zwar ist das Verhalten des Verkäufers stark übertrieben und bis ins Absurde gesteigert, der Typ des Verkäufers, der seine Aussagen so anpasst, wie es für ihn gerade den größten Erfolg verspricht, ist trotzdem vielen aus dem Alltag bekannt. Dieses Wiedererkennen der Situation trägt laut Stefan Neumann zur Komik des Sketches bei.
Neben den komischen Darstellungen des Ehepaars und des Verkäufers enthält für Stefan Neumann der Sketch mit der Verwirrung um die verlorene Brieftasche auch Ansätze des Slapsticks. Insgesamt sieht Neumann Herrenmoden, „sowohl was die Thematik als auch was die innere Struktur angeht, [als] richtungsweisend für weite Teile des späteren Fernsehwerks von Loriot“ an. Für ihn „läutet [der Sketch] endgültig die Phase des reifen Komikers und Autors ein, der auf engstem Raum verschiedene Handlungsebenen und Komikelemente sprachlich und handlungstechnisch kunstvoll zu verknüpfen weiß, so dass ein vielschichtiges, hintergründiges und vielfach komisches Werk entsteht“.

## Bildtonträger
- Loriots Vibliothek. Band 6: Die Nudel oder die Frau als solche. Warner Home Video, Hamburg 1984, VHS Nr. 6.
- Loriot – Sein großes Sketch-Archiv. Warner Home Video, Hamburg 2001, DVD Nr. 2 (als Teil von Loriot 7).
- Loriot – Die vollständige Fernseh-Edition. Warner Home Video, Hamburg 2007, DVD Nr. 3 (als Teil von Loriot II).

## Textveröffentlichungen (Auswahl)
- Loriots dramatische Werke. Diogenes, Zürich 1981, ISBN 3-257-01004-4, S. 127–134.
- Das Frühstücksei. Diogenes, Zürich 2003, ISBN 3-257-02081-3, S. 111–116.
- Gesammelte Prosa. Diogenes, Zürich 2006, ISBN 978-3-257-06481-0, S. 159–167.